# Zagrađe, Berane
Zagrađe este un sat din comuna Berane, Muntenegru. Conform datelor de la recensământul din 2003, localitatea are 280 de locuitori (la recensământul din 1991 erau 318 locuitori).

## Demografie
În satul Zagrađe locuiesc 226 de persoane adulte, iar vârsta medie a populației este de 39,2 de ani (37,3 la bărbați și 41,8 la femei). În localitate sunt 81 de gospodării, iar numărul mediu de membri în gospodărie este de 3,46.
Această localitate este populată majoritar de sârbi (conform recensământului din 2003).
|  |

| Demografie | Demografie | Demografie |
| An         | Locuitori  | Locuitori  |
| ---------- | ---------- | ---------- |
|            |            |            |
|            |            |            |
|            |            |            |
|            |            |            |
| 1948       | 536        |            |
| 1953       | 524        |            |
| 1961       | 454        |            |
| 1971       | 467        |            |
| 1981       | 428        |            |
| 1991       | 318        | 316        |
| 2003       | 296        | 280        |

| \| Componența etnică conform recensământului din 2003[2] \| Componența etnică conform recensământului din 2003[2] \| Componența etnică conform recensământului din 2003[2] \| Componența etnică conform recensământului din 2003[2] \| Componența etnică conform recensământului din 2003[2] \| \| ----------------------------------------------------- \| ----------------------------------------------------- \| ----------------------------------------------------- \| ----------------------------------------------------- \| ----------------------------------------------------- \| \| \| \| \| \| \| \| Sârbi \| Sârbi \| \| 198 \| 70,71% \| \| Muntenegreni \| Muntenegreni \| \| 72 \| 25,71% \| \| Musulmani \| Musulmani \| \| 1 \| 0,35% \| \| necunoscută \| necunoscută \| \| 0 \| 0% \| |              |  |     |        |
| Componența etnică conform recensământului din 2003 |              |  |     |        |
| |              |  |     |        |
| Sârbi | Sârbi        |  | 198 | 70,71% |
| Muntenegreni | Muntenegreni |  | 72  | 25,71% |
| Musulmani | Musulmani    |  | 1   | 0,35%  |
| necunoscută | necunoscută  |  | 0   | 0%     |